# (14185) Van Ness
(14185) Van Ness (1998 WK32) – planetoida z pasa głównego asteroid okrążająca Słońce w ciągu 4,11 lat w średniej odległości 2,57 j.a. Odkryta 21 listopada 1998 roku.